# Torre de Macenas
La torre de Macenas o castillo de Macenas es una estructura militar tipo torre de pezuña o torre de herradura, que se encuentra en la playa de Macenas, cercana a la localidad española de El Agua del Medio, situada al sur de Mojácar (provincia de Almería), cerca de la carretera que conduce a Carboneras. Se encuentra en buen estado de conservación. Libre acceso al exterior. Código AL-CAS-140.

## Historia y descripción
Fue construida en la segunda mitad del siglo XVIII.
Capaz para dos cañones de 24 libras, como informa Felipe de Paz en 1803: semicírculo de 12  a 14 varas de diámetro, sin el talud, altura de 14 varas; se accedía por una puerta en altura con escala de cuerda. Sus espacios son abovedados; en la planta inferior se guardaban el polvorín y repuestos, en la intermedia la cocina y la habitación, y en la superior o azotea los cañones a barbeta y, hacia tierra, un parapeto alto aspillerado para fusilería. En 1830 se informa que estaba desartillada y la guardaban un cabo y tres torreros. En 1873 se informa que junto a la Torre ya hay una casa cuartel de carabineros. Fue usada en la guerra civil española, época en que se la dotó de una puerta en la planta baja que aún conserva.

## Protección
Está catalogado como Bien de Interés Cultural con la categoría de Monumento.
Se encuentra bajo la protección de la Declaración genérica del Decreto de 22 de abril de 1949 y la Ley 16/1985 de 25 de junio (BOE número 155 de 29 de junio de 1985) sobre el Patrimonio Histórico Español. La Junta de Andalucía otorgó un reconocimiento especial a los castillos de la Comunidad Autónoma de Andalucía en 1993.

## Galería

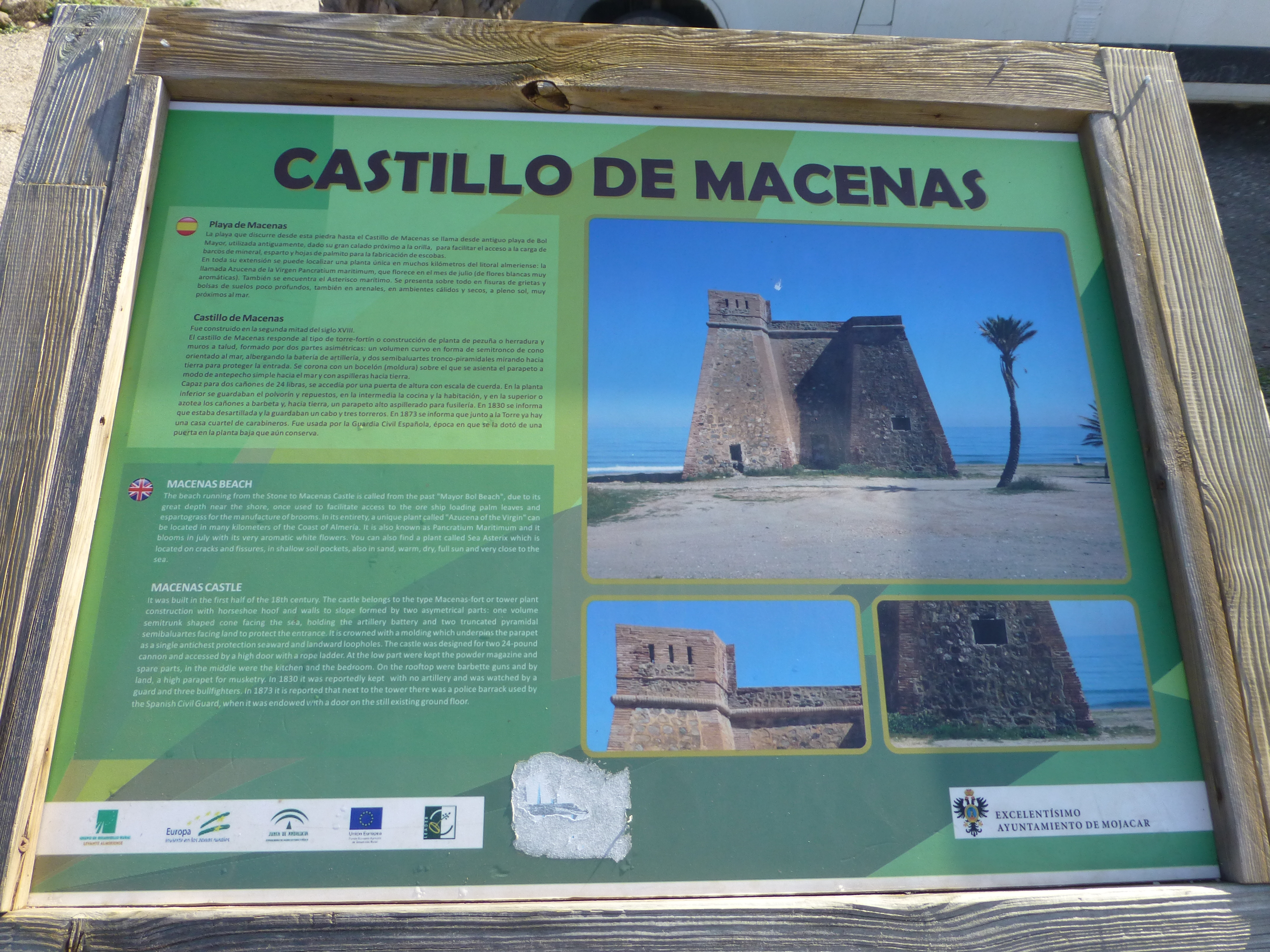
Panel informativo.
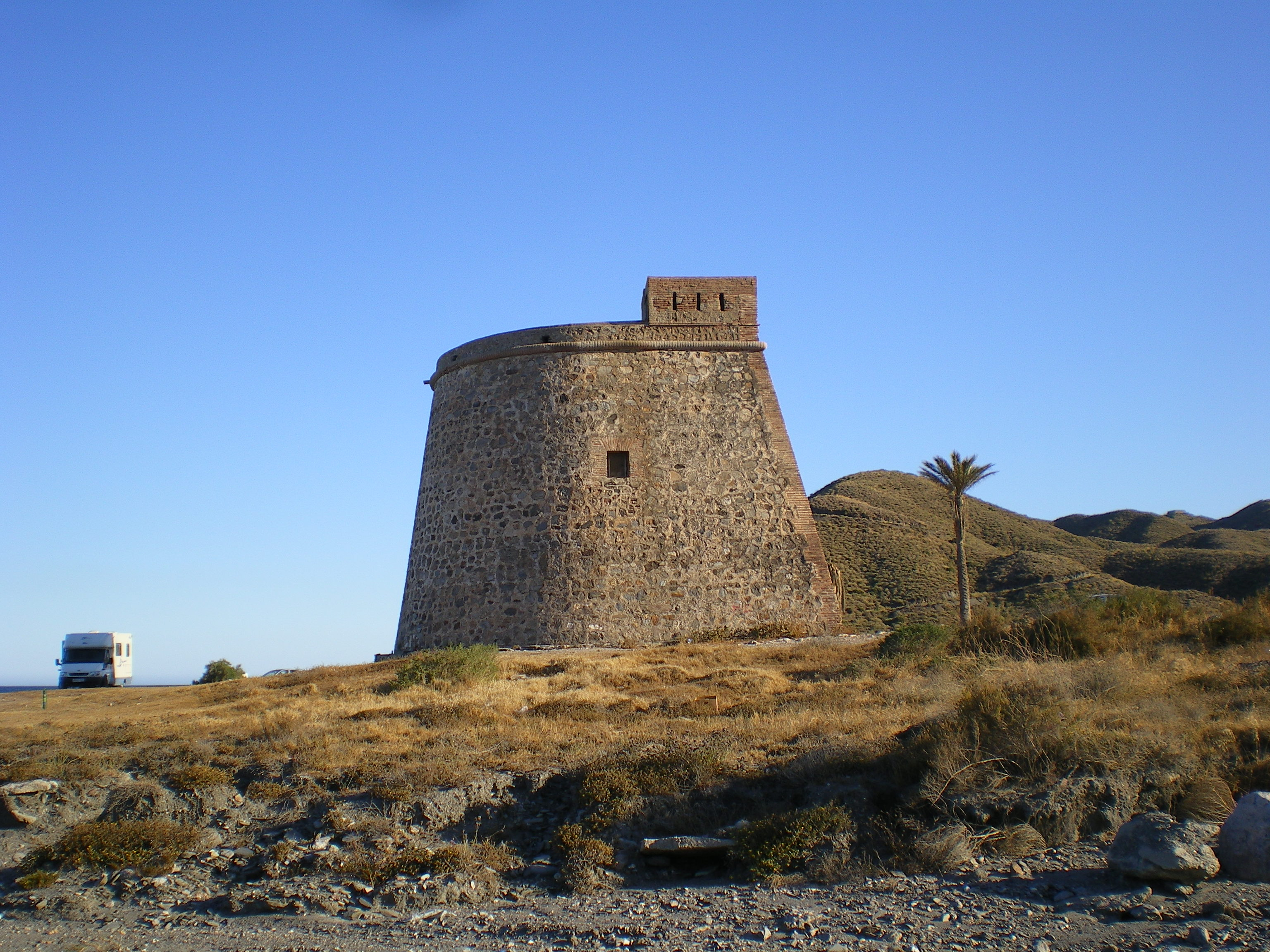
Fachada norte.
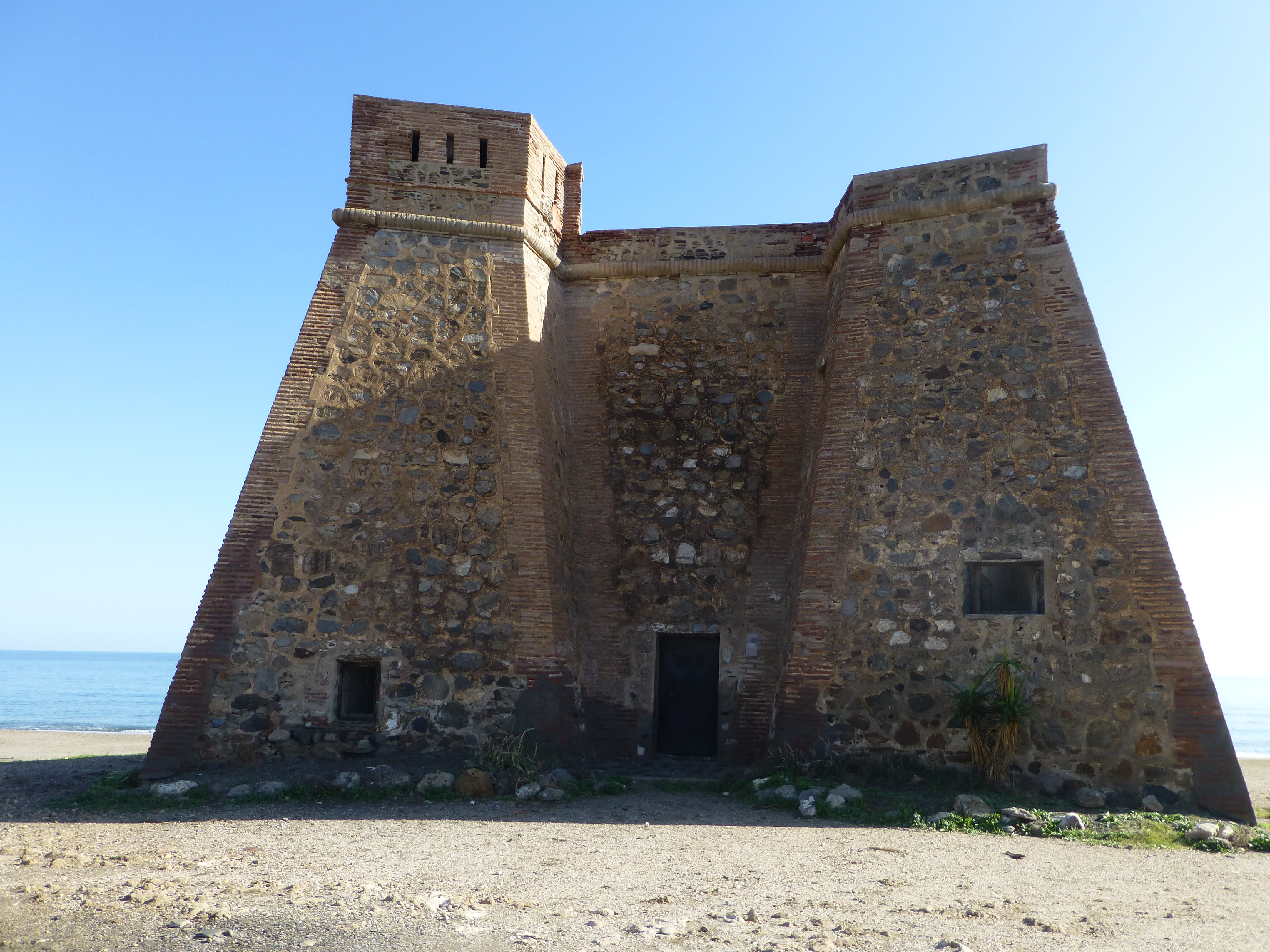
Fachada oeste.
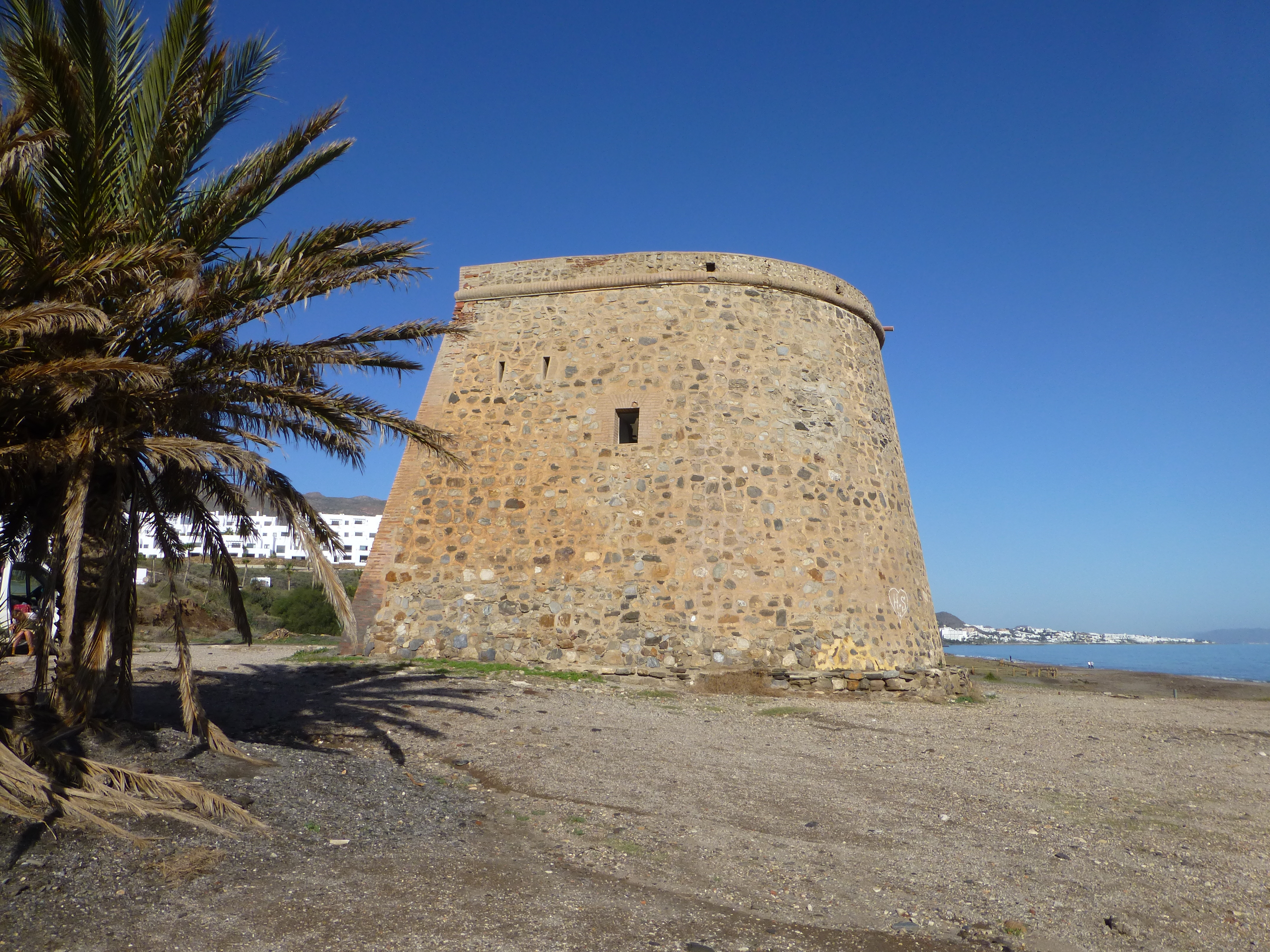
Fachada sur.